# The Ranchman's Nerve
The Ranchman's Nerve est un film muet américain réalisé par Allan Dwan et sorti en 1911.

## Synopsis
Fred Peters quitte son refuge et intercepte le courrier qui transporte une très grosse somme. Le courrier se dépêche de signaler le vol au shérif. Après un premier échec, le représentant de la loi tente de trouver un homme pour se dresser contre Peters. Un certain Bob Steele accepte…

## Fiche technique
- Réalisation : Allan Dwan
- Date de sortie : États-Unis : 17 juillet 1911

## Distribution
- J. Warren Kerrigan : Bob Steele
- Pauline Bush : Lottie Peters
- Jack Richardson : Fred Peters
- Louise Lester : Mrs Peters
- Pete Morrison
- George Periolat